# Elfriede Meurer

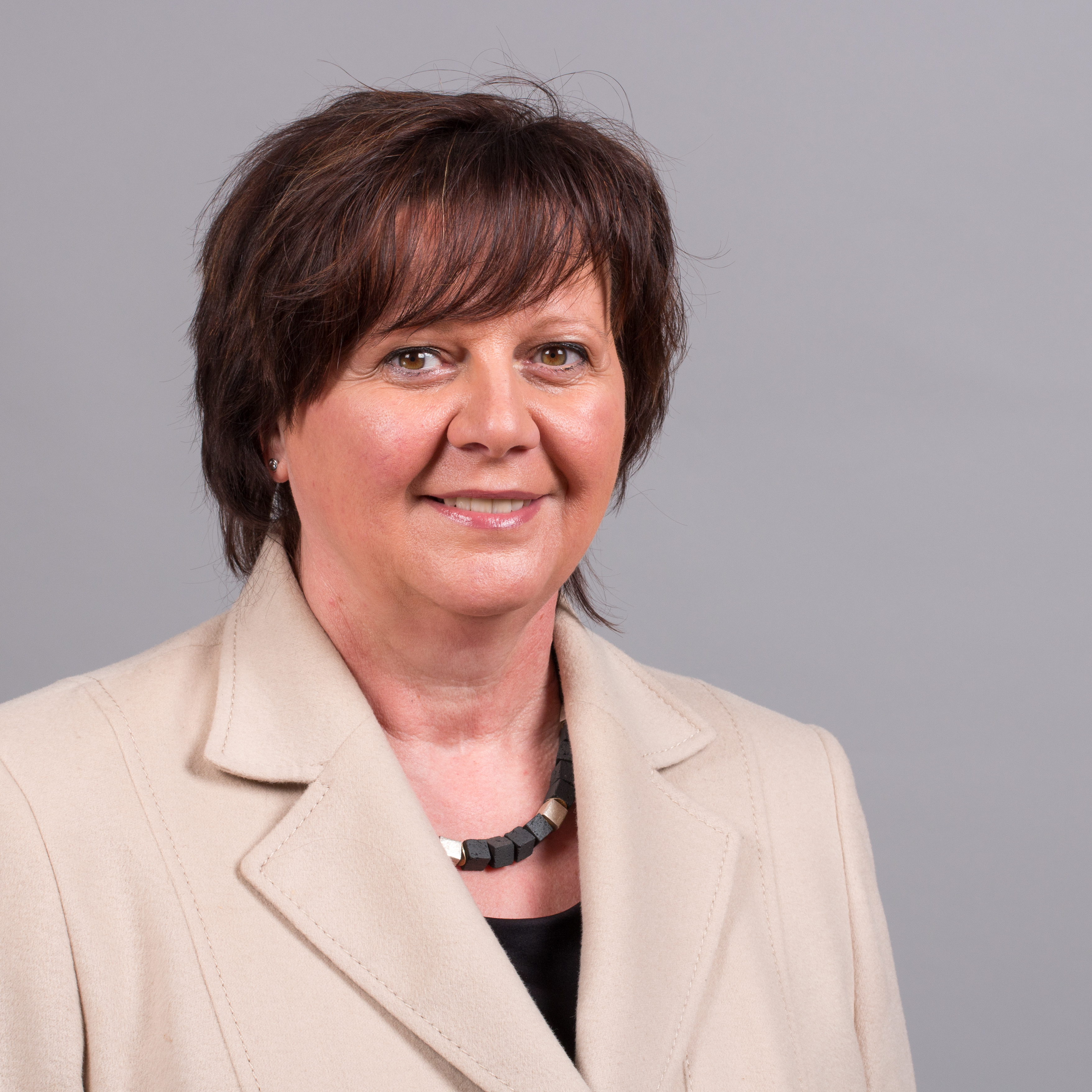
Elfriede Meurer, 2014

Elfriede Meurer (* 24. Januar 1958 in Dreis) ist eine rheinland-pfälzische Politikerin und war von 2001 bis 2021 Landtagsabgeordnete der CDU.

## Leben
Elfriede Meurer absolvierte eine Ausbildung zur Bauzeichnerin in einem Architekturbüro in Wittlich. Seit 1990 führt sie als selbstständige Kauffrau ein Grafik- und Design-Studio.
Meurer ist seit 1991 Mitglied der CDU, seit 1995 Kreisvorsitzende der Frauen Union Bernkastel-Wittlich, seit 1999 Stellvertretende Fraktionsvorsitzende im Stadtrat von Wittlich und seit 2004 Mitglied im Kreistag. Von 2005 bis 2019 war sie Stellvertretende Bezirksvorsitzende der CDU Trier. Sie wurde als Ersatzkandidatin ("B-Kandidatin") von Johannes Berg  im Wahlkreis Wittlich aufgestellt, der 2001 in den Landtag gewählt wurde, kurz darauf jedoch verstarb. Meurer rückte für ihn in das rheinland-pfälzische Landesparlament nach und wurde bei den folgenden Wahlen immer wieder direkt gewählt. Nach eigenen Angaben sah Meurer ihr politisches Thema auf dem Gebiet „Arbeit“, damit verbunden die wirtschaftliche Lage, die Sorge der Menschen um ihre Arbeitsplätze, die soziale Sicherheit, die Familien- und Bildungspolitik. Sie trat bei der Wahl zum 18. Landtag von Rheinland-Pfalz nicht erneut an, sondern überließ die Kandidatur dem Bürgermeister der Verbandsgemeinde Wittlich-Land Dennis Junk.
Meurer ist außerdem aktiv im Deutschen Kinderschutzbund. Sie ist Katholikin und Mutter von zwei Töchtern.